# フラワーロック
フラワーロック (FLOWER ROCK) は、タカラ(現タカラトミー)が販売していた玩具。

## 初代フラワーロック
タカラが1988年11月に発売した。
鉢植えに植えられた1輪のヒマワリまたはハイビスカスの花がサングラスをかけて楽器を持ったデザインとなっている。周辺で音が鳴ると、それに反応して本体があたかも踊るように動く仕掛けになっている。
これに先駆けて1987年10月に、テレビアニメ『のらくろクン』とのタイアップで音に反応する人形「のらくろロック」が発売されていたが、この玩具が子供だけではなく大人にも売れたことから、同商品をヒントに「フラワーロック」が開発された。
20代から30代半ばの若者を中心に大ヒットし、さらに日本国外では「ロックンフラワーズ」として販売され、売上台数は全世界で850万個にのぼった。

## フラワーキューブ
2004年2月、タカラはフラワーロックによく似たコンセプトの「フラワーキューブ」を発売した。動力には太陽電池を使用し、光に反応して揺れ動く。小型の植木鉢を模したジョイントを介して横に繋げたもの同士は同じ方向に動く仕掛けとなっている。期間限定、地域限定商品のほか、タカラの株主に配布された非売品など、多くの種類が存在する。2004年後半にはサボテンを模した「サボキューブ」、キノコを模した「マッシュキューブ」といった姉妹品も発売された。

## フラワーロック2.0
初代フラワーロックの発売から20年後の2008年10月30日、進化版である「フラワーロック2.0」がタカラトミーから発売された。同社と三洋電機との共同開発である。「ノースポールタイプ」と「コスモスタイプ」の2種類が存在する。
初代フラワーロックの機能に加えて、玩具としては初の採用となる平面フルカラーLEDによる光の演出が追加された。光る色のパターンや輝度の調整は、ユーザーボタンを操作することによって行うことができる。また、携帯音楽プレーヤーを接続することにより、本体のスピーカーからその音楽を流すことも可能になっているほか、本体同士を直列に接続することも可能である。

## ミュージカン
タカラは同じような玩具として他に「ミュージカン」という、清涼飲料水の缶が変形する玩具を作っている。